# تپه گیل یارقانی
تپه گیل یارقانی مربوط به سدهٔ ۷ و ۱۰ ه.ق است و در شهرستان میانه، بخش کاغذ کنان، روستای آی دمیر واقع شده و این اثر در تاریخ ۱۰ خرداد ۱۳۸۲ با شمارهٔ ثبت ۸۹۰۲ به‌عنوان یکی از آثار ملی ایران به ثبت رسیده است.